# Минский государственный лингвистический университет
Белорусский государственный университет иностранных языков (бел. Беларускі дзяржаўны ўніверсітэт замежных моў; до 1993 года — Минский государственный педагогический институт иностранных языков (бел. Мінскі дзяржаўны педагагічны інстытут замежных моў); до 2025 года — Минский государственный лингвистический университет (бел. Мінскі дзяржаўны лінгвістычны ўніверсітэт) (разг. ИнЯ́з) — белорусское высшее учебное заведение в области языкового образования, расположенное в Минске по улице Захарова, 21. Является ведущим учебным заведением в Республике Беларусь по подготовке высококвалифицированных переводчиков, преподавателей иностранных языков, специалистов по межкультурной коммуникации.

## История
Минский государственный лингвистический университет (до 1993 года — Минский государственный педагогический институт иностранных языков) начал работу как самостоятельное учебное заведение 1 сентября 1948 года. Он был создан на базе факультета иностранных языков Минского педагогического института имени Максима Горького. Первоначально в его составе были факультеты английского, немецкого и французского языков.
Институт стал первым и единственным в Беларуси вузом, специализирующимся на подготовке учителей иностранных языков и переводчиков. Первым ректором стал Михаил Жаврид. В последующие годы вуз возглавляли Фрол Шмыгов, Нина Краснова, Владимир Макаров, Наталья Баранова (с 1995), а с 2020 года — Наталья Лаптева.
В 1948/49 учебном году в институте обучалось 364 студента, из которых 204 были студентами факультета английского языка, 86 — факультета немецкого языка и 74 — факультета французского языка. До 1956 года подготовка велась по одной специальности, позже была введена пятилетняя программа с изучением русского или белорусского языка, а с 1964 года — двух иностранных языков.
Сначала занятия проходили в здании школы № 13 на ул. Пушкина, 35. Первый учебный корпус (главный корпус Б) был открыт в 1958 году, , второй (ныне корпус А) — в 1964 году, третий (корпус В) — в 1966 году, корпус Г со спортивным и актовым залами — в 1971 году. Первое специализированное учебное общежитие на 400 мест появилось в 1957 году (ныне корпус Д).
С 1960 года действовали языковые курсы для специалистов, выезжающих за границу (позже преобразованы в специальный факультет). В 1962 году открыто отделение испанского языка, в 1964 были созданы переводческие отделения на английском, немецком и французском факультетах, которые в 1969 году были объединены в переводческий факультет. С 1979 года на факультете русского языка обучаются иностранные граждане.
В 1993 году вуз получил статус лингвистического университета. В 1994 году был создан факультет западноевропейских языков, в 2001 — факультет межкультурных коммуникаций. С 2006 по 2024 год в состав МГЛУ входил Лингвогуманитарный колледж (МГЛК).
Аспирантура открылась в 1962 году, докторантура — в 1992, подготовка магистров — с 1997 года. Сегодня в университете преподаются более 20 иностранных языков, включая арабский, итальянский, китайский, нидерландский, польский, турецкий, шведский, японский и другие. Образовательный процесс обеспечивают 6 факультетов и 10 общеуниверситетских кафедр.

## Образование
Университет включает в себя 6 факультетов (25 кафедр), 10 общеуниверситетских кафедр, институты Конфуция и повышения квалификации и переподготовки кадров. Филиалом университета является Лингвогуманитарный колледж. МГЛУ осуществляет подготовку студентов по 33 специальностям первой ступени высшего образования, по 14 второй ступени, по 7 аспирантов и 4 докторантов.
На балансе университета находится 4 учебно-практических корпуса и 4 общежития.
Количество выпустившихся студентов — 25 000 учителей и преподавателей и 2500 переводчиков-референтов.
Поступления в университет происходит по результатам централизованного тестирования и централизованного экзамена.
С 2011 года при вузе имеется Институт Конфуция.

## Факультеты
В университете функционируют следующие факультеты:
- Факультет английского языка[11]
- Факультет немецкого языка[12]
- Факультет китайского языка и культуры[13]
- Факультет романских языков[14]
- Переводческий факультет[15]
- Факультет межкультурных коммуникаций[16]

## Языки
В университете изучается более 20 иностранных языков (английский, немецкий, французский, испанский, китайский, итальянский, японский, арабский, турецкий — в качестве первого и второго иностранного языка; португальский, шведский, нидерландский, польский, литовский, персидский, корейский — только в качестве второго (или третьего) иностранного языка, а также чешский, финский, венгерский, греческий, урду, иврит, азербайджанский, белорусский, русский (для иностранных граждан) и другие.

## Ректоры
- 1948—1961 — Михаил Федотович Жаврид
- 1961—1970 — Фрол Порфирьевич Шмыгов
- 1970—1990 — Нина Георгиевна Краснова
- 1990—1995 — Владимир Васильевич Макаров
- 1995—2020 — Наталья Петровна Баранова
- с 2020 — Наталья Евгеньевна Лаптева

## Критика
Согласно отчёту, подготовленному Польским фондом свободы и демократии, ректор МГЛУ Наталья Баранова якобы отчисляла студентов за участие в политической деятельности. Однако, по официальным данным, ни одного студента осенью 2020 года отчислено не было.
После президентских выборов 2020 года, которые, как полагают многие наблюдатели, сопровождались массовыми фальсификациями, МГЛУ стал одним из центров студенческого протеста. Некоторые студенты были задержаны милицией прямо на территории университета. Администрация запрещала любые выступления на кампусе.
В октябре 2020 года Александр Лукашенко сменил ректора университета на фоне массовых протестов. Несколько преподавателей записали видеообращение с осуждением позиции руководства.
Вскоре после этого доцент Наталья Дулина, проработавшая в МГЛУ 28 лет, была уволена за участие в забастовке и поддержку студентов. Позднее были уволены и другие преподаватели, выразившие солидарность с протестующим студенчеством.